# Joy Fawcett
Joy Lynn Fawcett (Inglewood, 8 de febrero de 1968) es una futbolista profesional estadounidense. Se unió a la selección femenina de fútbol de los Estados Unidos en 1987. Se retiró de la selección en 2004.
Fue la única jugadora de la selección en jugar todos los minutos en las Copas Mundiales de Fútbol femenino de 1995, 1999 y 2003, así como también en los Juegos Olímpicos de 1996 y 2000. También ganó la Copa Mundial de la FIFA en 1999, y en el partido contra China destacó en la tanda de penaltis junto a Mia Hamm, Michelle Akers, Kristine Lilly, Julie Foudy y Brandi Chastain. Fue la defensora que más goles convirtió en la selección femenina.
Se convirtió en la medalla de oro más mayor de la historia, con 36 años y 199 días, cuando jugó con la selección estadounidense ganadora de la final de 2004.